# 马汉茂
馬漢茂教授（德語：Helmut Martin，1940年3月5日—1999年6月8日），德國漢學家、翻譯家。先後畢業於德國慕尼黑大學（文學士）、海德堡大學（哲學博士，1966年），曾於德國波鴻魯爾大學任職東亞系中國語言與文學教授。畢生所撰專著、譯著、論文逾40種，主要研治中國文學、中國現當代政治及經濟，以及臺灣文學等範疇。

## 生平
1940年3月5日，馬漢茂出生於納粹德國黑森州卡塞尔。1961年，馬氏考入德國慕尼黑大學，修讀漢學及斯拉夫學，其後曾先後遊學於塞爾維亞貝爾格萊德大學、法國巴黎大學及德國海德堡大學。:733:195-196 1966年，馬氏師承鮑吾剛教授及迪米崔·崔斯基教授，於海德堡大學修得哲學博士學位，其博士論文題目為《李笠翁論戲曲》；論文除研究明末清初戲曲家李漁戲曲作品及戲曲理論外，亦對李漁是否《肉蒲團》等作品之作者提出獨到的論證和見解。:196-197
博士畢業後，馬漢茂先於1966至1967年間獲海德堡大學頒發中文助教獎學金，不久又獲德國科學基金會頒發博士後研究獎學金，以支持他先後於1967至1969年到國立臺灣大學中國文學研究所及於1970年到京都大學深造，並繼續從事中國文學研究。在1960年代末至1970年代初，馬氏編撰了《索引本何氏歷代詩話》（2冊）及《李漁全集》（15冊）等書，分別為清人何文煥所輯《歷代詩話》中歷朝共28種詩話，以及李漁著作等文獻編訂詳細索引及加上標點。:196-197
1969年，馬漢茂於臺灣進修時結識了當時於臺灣大學就讀英文系的廖天琪。同年，廖氏畢業後，二人於臺灣結婚，並在1970年代初回到德國。 然而，馬氏並未能即時重回學術崗位，而須暫時為報章雜誌撰稿以維持生計，當時不穩定的生活處境曾使其健康受損，既飽受失眠困擾，亦患上重度抑鬱症。:195,198 1972年，中德建交，馬氏曾獲德國外交部聘為翻譯。同年，馬氏夫婦獲漢堡大學亞洲研究所聘任為臨時研究員；後馬氏兼任該研究所之中國顧問直至1979年，期間專注研究中國現當代的政治和經濟，尤其著重於毛澤東及其著作的研究和翻譯工作，先後創立了《當代中國》學報，出版了《中華人民共和國的群眾組織》、《毛澤東評論蘇聯政治經濟學教科書》等論著，又與廖氏合編辭書《中德政治經濟詞彙》，向德國學術界引介了不少當時中國大陸的政經術語和概念。此外，馬氏夫婦亦與亞洲研究所的一個共有十數名成員的工作小組，著手編纂《毛澤東選集》，將毛澤東1945年以後的著作翻譯成德文。:198:283-284 1977年，馬氏隨傅吾康教授完成了德國教授資格論文，其題目為《中國的語言政策》。:224:284
1979年，馬漢茂受聘為德國波鴻魯爾大學東亞系中國語言及文學教授，此後一直於該系擔任教研工作，曾多次赴東亞和美國不同大學出任客席教授。 1982年，馬氏完成編纂並出版合共7冊的《毛澤東選集》後，重新聚焦於文學研究和翻譯，關注更多中國現代文學乃至臺灣文學作品。他曾多次邀請中國大陸作家到德國交流訪問，於德國主持「中國新時期文學討論會」，又組織翻譯不同中國及臺灣現當代文學名家例如魯迅、巴金、錢鍾書、白先勇、馮驥才、李昂等人的著作，以擴大中國文學於德國的影響力。馬氏也是最早向西方引介高行健作品的漢學家之一，並推動了高氏長篇小說《靈山》的翻譯，對高氏於2000年獲頒諾貝爾文學獎有一定助益。:198-199:284-289 1990年代，馬氏先後創辦了北萊茵-西法倫州「阿拉伯文、中文與日文語言中心」（Institute of Arabic, Chinese, and Japanese Language）和波鴻魯爾大學「衛禮賢翻譯研究中心」（Richard-Wilhelm-Übersetzungszentrum）創辦人，積極推動德國漢語教學及中國文學翻譯工作。1995年起，馬氏出任德語地區漢學協會（Deutsche Vereinigung für Chinastudien e.V., DVCS）主席。:196
除學術事務外，馬漢茂亦關注中國政治及社會。1989年，六四事件爆發，馬氏夫婦於德國收到北京民運的消息後，工餘時間幾乎均投入海外民運，既舉辦研討會，向德國政府及議會寫信抗議，又曾組織德國學生上街遊行，聲援中國大陸境內民運人士，並為死者舉辦追悼會。 二人也積極發表評論文章，如馬氏曾於《法蘭克福匯報》對六四事件作出公開譴責，並表示對民運人士的支持。 馬氏夫婦對中國民運人士的高調支持，使二人遭禁止踏足中國，然而他們仍繼續為流亡海外的民運和異見人士奔走支援，當中包括方勵之、魏京生等人。

## 逝世

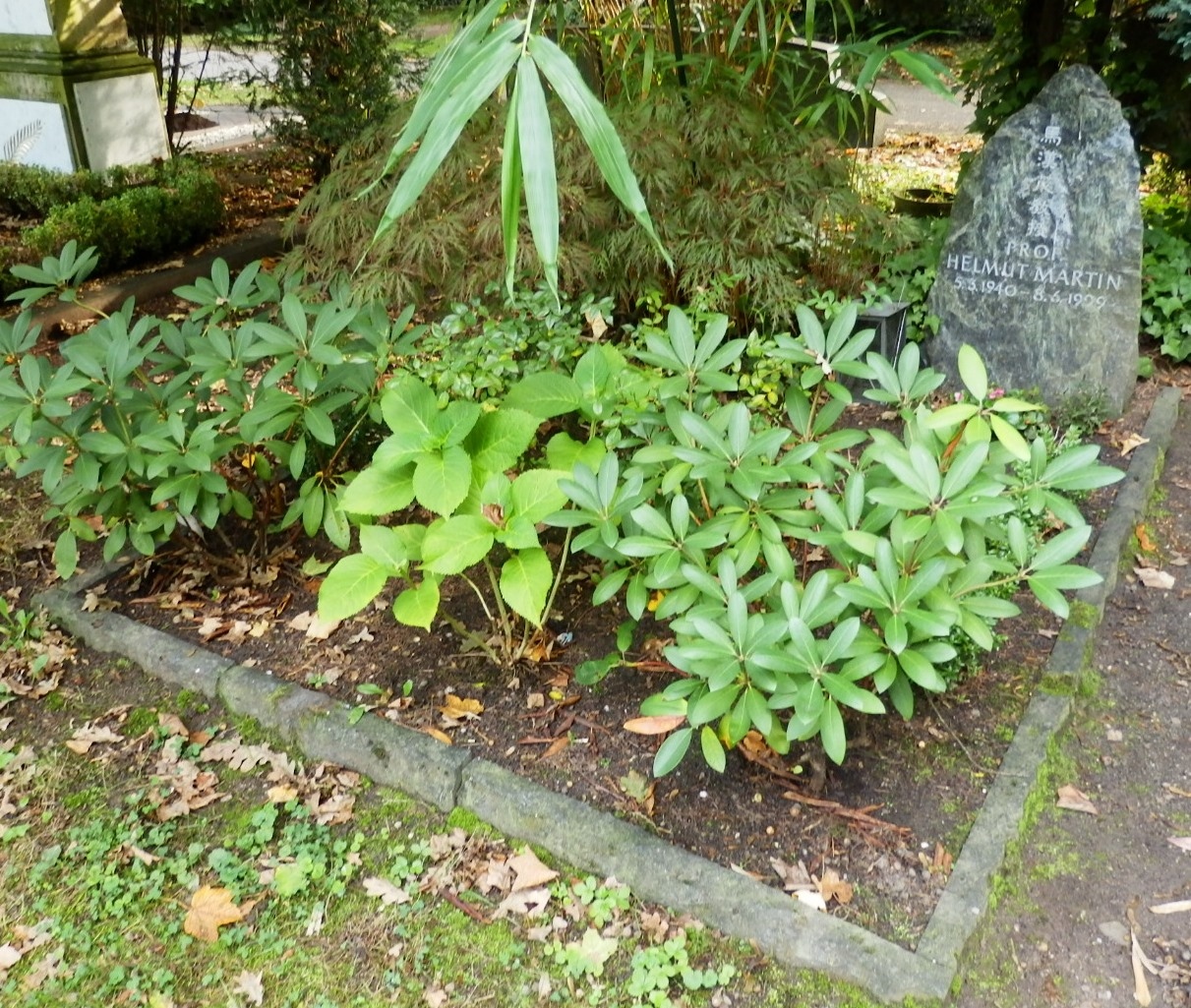
馬漢茂之墓，位於德國科隆梅拉頓公墓。

1999年6月8日，馬漢茂因重度抑鬱症病發而於德國哈廷根一所醫院跳樓自殺身亡，終年59歲。:195
事後，廖天琪曾致函德國《明鏡周刊》，藉回應一篇該周刊曾刊登的有關第三代抗抑鬱藥及其副作用的文章，透露馬漢茂自殺的原由。事緣馬氏之精神科主診醫生曾向其處方第三代抗抑鬱藥，然馬氏懼於其副作用而並未服用藥物的完整治療劑量。廖氏遂向該醫生要求讓馬氏入住精神病院接受精神科治療，但不果，而該醫生只轉介馬氏予一所位於哈廷根的醫院的自然療法部門，接受一名主治婦科和內科的自然療法醫生診治。最終，馬氏在求診期間，在位於該醫院五樓並被院方形容為「一個細小但安全的房間」（"ein kleines, aber sicheres Zimmer"）內攀窗一躍而下，其後不治。
1999年6月18日下午，波鴻魯爾大學為馬漢茂舉辦追悼會。6月25日，馬氏的遺體安葬於科隆梅拉頓公墓。

## 主要著述
註：以下列出馬漢茂已出版之主要著述其主要通行版本，單篇論文恕未能盡錄，故不收入下列書目。
| 著作中文名稱                                                           | 著作原文名稱                                                                                          | 著者                                             | 出版地   | 出版社                   | 出版年分  | 書寫語言  |
| ---------------------------------------------------------------------- | --- | ------------------------------------------------ | -------- | ------------------------ | --------- | --------- |
| 《李笠翁論戲曲》                                                       | Li Li-weng über das Theater: Eine chinesische Dramaturgie des siebzehnten Jahrhunderts                | 馬漢茂著                                         | 臺北     | 美亞出版社               | 1968      | 德語      |
| 《李漁全集》（15冊）                                                   | 不適用                                                                                                | 馬漢茂主編                                       | 臺北     | 成文出版社               | 1971      | 漢語      |
| 《蘇聯的中國研究》                                                     | Chinakunde in der Sowjetunion                                                                         | 馬漢茂著                                         | 漢堡     | 漢堡大學亞洲研究所       | 1972      | 德語      |
| 《索引本何氏歷代詩話》（2冊）                                          | 不適用                                                                                                | 馬漢茂主編                                       | 臺北     | 成文出版社               | 1973      | 漢語      |
| 《毛澤東內幕》                                                         | Mao intern                                                                                            | 毛澤東原著，馬漢茂、廖天琪譯                     | 慕尼黑   | Hanser                   | 1974      | 德語      |
| 《中華人民共和國的群眾組織》                                           | Die Massenorganisationen der VR China                                                                 | 馬漢茂著                                         | 漢堡     | 漢堡大學亞洲研究所       | 1975      | 德語      |
| 《毛澤東評論蘇聯政治經濟學教科書》                                     | Das machen wir anders als Moskau                                                                      | 馬漢茂著                                         | 漢堡     | Reinbek                  | 1975      | 德語      |
| 《中德政治經濟詞彙》                                                   | Chinesisch-Deutscher Wortschatz: Politik und Wirtschaft der VR China                                  | 馬漢茂、廖天琪主編，烏德·費立克（Ute Fricker）編 | 柏林     | 朗氏出版社               | 1977      | 漢語 德語 |
| 《毛澤東選集》（7冊）                                                  | Mao Zedong Texte                                                                                      | 馬漢茂、廖天琪等主編                             | 慕尼黑   | 大眾汽車基金贊助計劃     | 1979-1982 | 德語      |
| 《崇拜與經典：國家毛主義的起源與發展》                                 | Cult and Canon: The Origins and Development of State Maoism                                           | 馬漢茂著                                         | 紐約     | M. E. Sharpe Inc.        | 1982      | 英語      |
| 《臺灣短篇小說》                                                       | Blick über Meer: Chinesische Erzählungen aus Taiwan                                                   | 馬漢茂、W. Baus、C. Dunsing 編譯                 | 法蘭克福 | Insel                    | 1982      | 德語      |
| 《中國的語言政策》                                                     | Chinesische Sprachplanung                                                                             | 馬漢茂著                                         | 波鴻     | Studienverlag Brockmeyer | 1982      | 德語      |
| 《小小說——中國的諷刺短篇》                                             | Kleines Gerede: Satiren aus der Volksrepublik China                                                   | 馬漢茂、C. Dunsing 編譯                          | 科隆     | Diederichs               | 1985      | 德語      |
| 《巴金：隨想錄》                                                       | Ba Jin, Gedanken unter der Zeit                                                                       | 巴金原著、馬漢茂譯                               | 科隆     | Diederichs               | 1985      | 德語      |
| 《白先勇：寂寞的十七歲》                                               | Bai Xianyong, Einsam mit Siebzehn                                                                     | 白先勇原著、馬漢茂譯                             | 科隆     | Diederichs               | 1986      | 德語      |
| 《錢鍾書：紀念》                                                       | Qian Zhongshu, Das Andenken                                                                           | 錢鍾書原著、馬漢茂譯                             | 科隆     | Diederichs               | 1986      | 德語      |
| 《張辛欣、桑曄：北京人》                                               | Zhang Xinxin/Sang Ye, Pekingmenschen                                                                  | 張辛欣、桑曄原著，馬漢茂譯                       | 科隆     | Diederichs               | 1986      | 德語      |
| 《李昂：殺夫》                                                         | Li Ang, Gattenmord                                                                                    | 李昂原著、馬漢茂譯                               | 科隆     | Diederichs               | 1987      | 德語      |
| 《世界中文小說選》（2冊）                                              | 不適用                                                                                                | 馬漢茂、劉紹銘編                                 | 臺北     | 時報文化                 | 1987      | 漢語      |
| 《鄧小平——改革革命》                                                   | Deng Xiaoping, Die Reform der Revolution. Eine Milliarde Menschen auf dem Weg                         | 馬漢茂編                                         | 柏林     | Siedler Verlag           | 1988      | 德語      |
| 《中國一九八九年民主運動之起源與後果——中華人民共和國之社會與文化批評》 | Origins and Consequences of China's Democracy Movement 1989: Social and Cultural Criticism in the PRC | 馬漢茂著                                         | 科隆     | 德國東方及國際研究所     | 1990      | 英語      |
| 《當代中國作家的自畫像》                                               | Modern Chinese Writers: Self-portrayals                                                               | 馬漢茂、Jeffrey Kinkley 著                       | 紐約     | 勞特里奇                 | 1992      | 英語      |
| 《大陸當代文化名人評傳——公民社會的開創者》                             | 不適用                                                                                                | 馬漢茂、齊墨編                                   | 臺北     | 正中書局                 | 1995      | 漢語      |

## 延伸閱讀
- Christina Neder, Heiner Roetz, Ines-Susanne Schilling (编). . Wiesbaden: Harrassowitz Verlag. 2001. ISBN 3-447-04492-6.

## 外部連結
- 马汉茂（德国国家图书馆目录相关文献）
- 在WorldCat聯合目錄內的著作 （页面存档备份，存于）